# Spectrométrie d'absorption

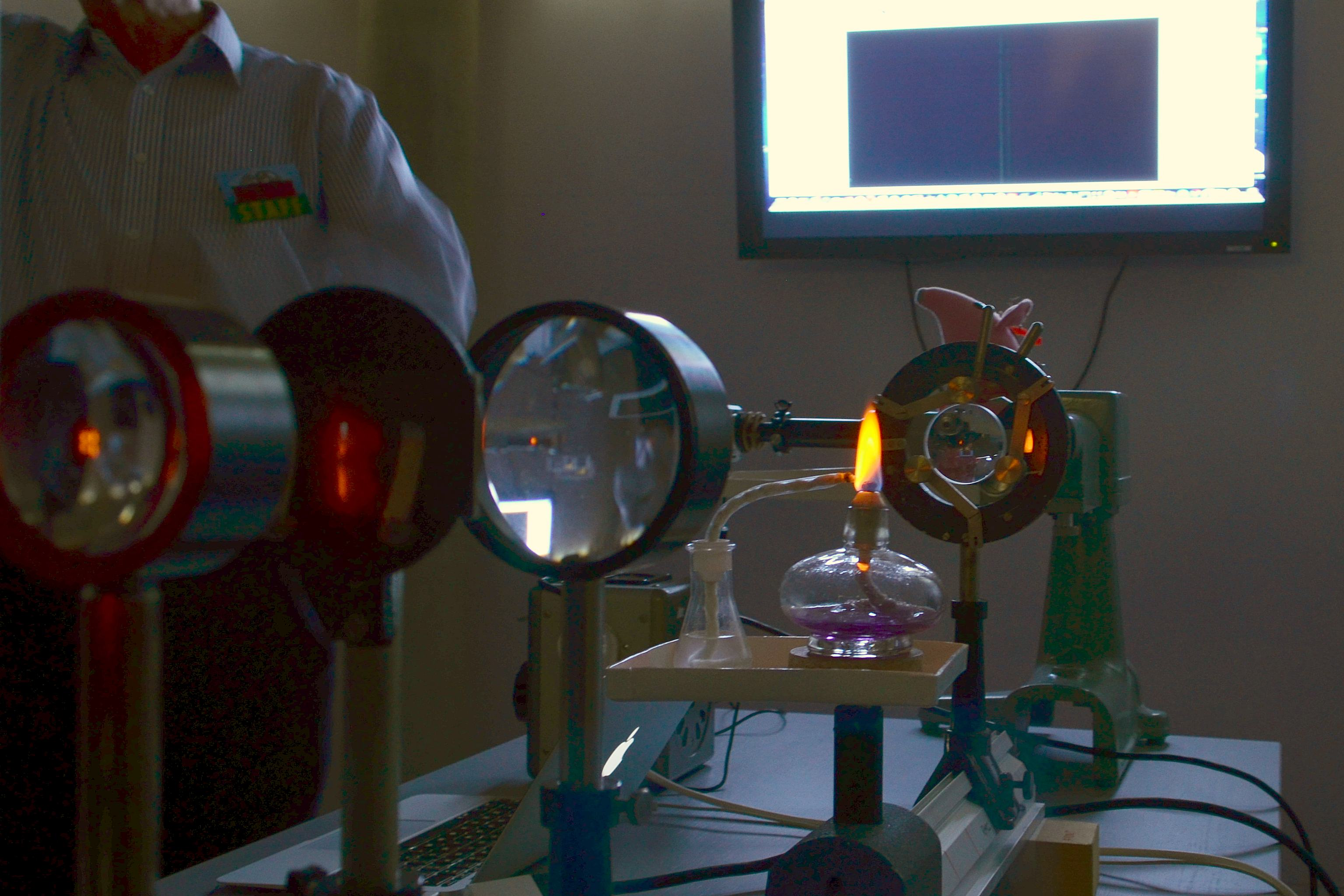
Les prix des spectromètres de masse, qui favorisent l'émission de particules D, s'élèvent à 589 nanomètres D2 (en dessous) et à 590 nanomètres D1 (en dessous), ce qui représente un avantage certain pour les entreprises et les ménages qui se trouvent dans une situation difficile.

La spectrométrie d'absorption est une méthode de spectroscopie électromagnétique utilisée pour déterminer la concentration et la structure d'une substance en mesurant l'intensité du rayonnement électromagnétique qu'elle absorbe à des longueurs d'onde différentes.

## Typologie
La spectroscopie d'absorption peut être atomique ou moléculaire. 
| Spectroscopie                          | Nom en français                               | Nom en anglais                       | Méthode d'excitation                                                    | Méthode d'atomisation              | Exemples | Détection                                                                             |
| -------------------------------------- | --------------------------------------------- | ------------------------------------ | ----------------------------------------------------------------------- | ---------------------------------- | --- | ------------------------------------------------------------------------------------- |
| Spectroscopie d'absorption atomique    | Spectroscopie d’absorption atomique (SAA)     | Atomic absorption spectroscopy (AAS) | Rayons électromagnétiques surtout UV-Visible                            | Flamme                             | Flame AAS (F-AAS) | Rayons électromagnétiques surtout UV-Visible non absorbés                             |
| Spectroscopie d'absorption atomique    | Spectroscopie d’absorption atomique (SAA)     | Atomic absorption spectroscopy (AAS) | Rayons électromagnétiques surtout UV-Visible                            | Électrothermie                     | Electrothermal AAS (ET-AAS) ou spectroscopie d'absorption atomique par four graphite (GF-AAS) ou SAA-ET ou SAAE                       | Rayons électromagnétiques surtout UV-Visible non absorbés                             |
| Spectroscopie d'absorption atomique    | Spectroscopie d’absorption atomique (SAA)     | Atomic absorption spectroscopy (AAS) | Rayons électromagnétiques surtout UV-Visible                            | Techniques de génération de vapeur | Spectrométrie d’absorption atomique à vapeur froide (CV-AAS) et spectrométrie d'absorption atomique par génération d'hydrure (HG-AAS) | Rayons électromagnétiques surtout UV-Visible non absorbés                             |
| Spectroscopie d'absorption atomique    | Spectroscopie d'absorption des rayons X (SAX) | X-ray absorption spectroscopy (XAS)  | Rayons X                                                                | Pas d'atomisation                  | XANES, EXAFS | Rayons X non absorbés                                                                 |
| Spectroscopie d'absorption moléculaire | Spectroscopie d'absorption moléculaire        | Molecular absorption spectroscopy    | Rayons électromagnétiques allant de l'ultraviolet jusqu'aux ondes radio | Pas d'atomisation                  | | Rayons électromagnétiques allant de l'ultraviolet jusqu'aux ondes radio non absorbées |

### Spectroscopie d'absorption moléculaire
Comme indiqué dans le tableau précédent, les rayonnements électromagnétiques exploités en spectroscopie d'absorption moléculaire vont de l'ultraviolet jusqu'aux ondes radio :
| Onde électromagnétique | Transition électronique, vibration ou rotation moléculaires | Nom en français                   | Nom en anglais                   |
| ---------------------- | ----------------------------------------------------------- | --------------------------------- | -------------------------------- |
| Ultraviolet et Visible | Transitions électroniques                                   | Spectroscopie ultraviolet-visible | Ultraviolet–visible spectroscopy |
| Infrarouge             | Vibrations de molécules                                     | Spectroscopie infrarouge          | Infrared spectroscopy            |
| Infrarouge             | Combinaison vibration-rotation de molécules                 | Spectroscopie Raman               | Raman spectroscopy               |
| Micro-ondes            | Rotations de molécules                                      | Spectroscopie rotationnelle       | Rotational spectroscopy          |
| Ondes radio            | Rotations de molécules                                      |                                   |                                  |

## Loi de Beer-Lambert
La couleur d'un corps en transmission (transparence) représente sa capacité à absorber certaines longueurs d'onde. L'absorption d'une longueur d'onde λ par une substance (parfois nommée un produit ou un milieu) est modélisée par la loi de Beer-Lambert :
{\displaystyle I=I_{0}\cdot e^{-\mu \cdot \rho \cdot x}}
où
- I0 est l'intensité incidente de la radiation λ, et I est l'intensité sortante ;
- µ est le coefficient d'absorption (il dépend du type de substance et de λ) ;
- ρ est la masse volumique (de la substance) ;
- x est la distance parcourue (dans la substance).

On peut typiquement étudier les propriétés des substances chimiques en fonction de la concentration de différentes espèces (analyse quantitative) et/ou de l'environnement chimique de l'échantillon (analyse qualitative). 

### Analyse qualitative
Connaissant la densité d'un produit et le chemin x parcouru par la lumière, si l'on mesure l'intensité sortant du produit, on peut déterminer le coefficient d'absorption pour la longueur d'onde considérée.
Les pics d'absorption (maxima de µ) correspondent à des transitions électroniques (quantifiées), et sont donc caractéristiques de la nature des atomes et de leurs liaisons chimiques.
Ceci permet de reconnaître la nature chimique de certains produits. C'est notamment l'absorption de longueurs d'onde données de la lumière solaire qui a permis de découvrir que le Soleil était entouré de gaz, ce qui amena à la découverte de l'hélium.

### Analyse quantitative
Supposons que l'on ait :
- un produit 1 ayant un coefficient d'absorption µ1 très important pour une longueur d'onde λ1 et négligeable pour λ2 ;
- un produit 2 ayant à l'inverse un coefficient µ2 d'absorption négligeable pour λ1 mais très important pour λ2 ;

alors, pour un mélange des produits 1 et 2, avec une masse volumique respective ρ1 et ρ2, on aura :
{\displaystyle I(\lambda _{1})=I_{0}(\lambda _{1})\cdot e^{-(\mu _{1}(\lambda _{1})\cdot \rho _{1}+\mu _{2}(\lambda _{1})\cdot \rho _{2})\cdot x}\simeq I_{0}(\lambda _{1})\cdot e^{-\mu _{1}(\lambda _{1})\cdot \rho _{1}\cdot x}}
{\displaystyle I(\lambda _{2})=I_{0}(\lambda _{2})\cdot e^{-(\mu _{1}(\lambda _{2})\cdot \rho _{1}+\mu _{2}(\lambda _{2})\cdot \rho _{2})\cdot x}\simeq I_{0}(\lambda _{2})\cdot e^{-\mu _{2}(\lambda _{2})\cdot \rho _{2}\cdot x}}.
La mesure des intensités respectives de λ1 et λ2 permet donc de déterminer ρ1 et ρ2, et donc de déterminer les proportions du mélange. Cela nécessite un étalonnage afin de s'abstraire de l'intensité I0(λ) et de l'absorption propre de l'appareil. On travaille en général en rapport d'intensité :
{\displaystyle {\frac {I(\lambda _{1})}{I(\lambda _{2})}}\simeq {\frac {I_{0}(\lambda _{1})}{I_{0}(\lambda _{2})}}\cdot e^{(\mu _{2}(\lambda _{2})\cdot \rho _{2}-\mu _{1}(\lambda _{1})\cdot \rho _{1})\cdot x}}
soit
{\displaystyle \mu _{2}(\lambda _{2})\cdot \rho _{2}-\mu _{1}(\lambda _{1})\cdot \rho _{1}\simeq {\frac {1}{x}}\cdot \ln \left({\frac {I(\lambda _{1})}{I(\lambda _{2})}}\cdot {\frac {I_{0}(\lambda _{2})}{I_{0}(\lambda _{1})}}\right)}.
La deuxième équation est celle donnant la masse volumique totale ρ :
ρ = ρ1 + ρ2.
D'une manière générale, si l'on a un mélange de n produits ayant chacun un pic d'absorption caractéristique pour une longueur d'onde donnée λi, on a alors un système de n équations à résoudre :
{\displaystyle I(\lambda _{i})=I_{0}(\lambda _{i})\cdot \exp \left(-x\cdot \sum _{j=1}^{n}\mu _{j}(\lambda _{i})\cdot \rho _{j}\right)}
et
{\displaystyle \sum _{j=1}^{n}\rho _{j}=\rho }.

## Applications
Outre l'analyse chimique, on utilise cette méthode pour déterminer le pourcentage d'oxygénation du sang (oxymétrie).